# Björn Olsson (ishockeyspelare)
Björn Olsson född den 2 juli 1957, är en svensk ishockeytränare och före detta ishockeyspelare.
Olsson startade sin karriär i Färjestads BK, och var med i U19-laget respektive U20-laget 1975–1977. Han var med i NHL Entry Draft 1977 som nummer 147. Han har därefter spelat för Malmö IF (1979–1981), Bofors IK (1981–1983), Kristinehamns HT (1984–1985), Grums IK (1985–1989) samt Hammarö HC (1989–1990). Han har senare varit tränare för Färjestad BK (2011–2014) samt för Grums IK (2014–2017).